# La Gazette de Château-Gontier
La Gazette de Château-Gontier était un hebdomadaire local français, qui a été publié de 1878 à 1944 à Château-Gontier, avec un rayonnement principalement dans l'arrondissement de Château-Gontier.
La Gazette de Château-Gontier a été remplacée le 8 octobre 1944 par L'Indépendant de Château-Gontier.

## Histoire
Le journal est le représentant de la droite monarchiste et l'organe de la grande propriété foncière à cette époque. Les rédacteurs politiques sont choisis dans l' Association de la Presse Catholique et monarchique départementale.

### Origine
En janvier 1878, une seconde imprimerie est fondée à Château-Gontier, sous les auspices d'une société anonyme, qui en confiait la direction Henri Leclerc. Le 18 janvier 1878, le premier numéro de « La Gazette de Château-Gontier, » créée pour contrebalancer l'influence du Journal de Château-Gontier, républicain, est lancé.
La Gazette, en moins de vingt années, va prendre une extension extraordinaire ; elle devient, avec ses 20 000 numéros hebdomadaires, le journal le plus répandu de tout l'Ouest de la France. 
En 1886, le rédacteur politique du journal est Charles Saunier-Dupré. Il est remplace par Henri Larroque en 1888. Il est remplacé par Louis d'Estampes, qui décède en 1898
Joseph Guédon entre au journal comme secrétaire en 1897. Il épousera en 1903, Melle Leclerc, la nièce de Henri Leclerc. Le poste de secrétaire de direction est créé pour lui. Il y reste jusqu'en 1904. En 1907, il est chargé à la Gazette de suivre les campagnes électorales dans tout l’arrondissement de Château-Gontier (Élections cantonales de 1907). Jacques Duboys-Fresney s'adjoint Guédon pour la campagne électorale, pour après le succès l'avoir comme secrétaire local.
En 1908, Henri Leclerc lance pour l'arrondissement de Mayenne un nouveau journal : Le Nouvelliste de Mayenne, qui en 1912, va absorber Le Patriote de la Mayenne. Henri Leclerc décède en janvier 1913. Il est remplacé par son fils René Leclerc à la direction du journal. Une édition spéciale du journal L'Écho de la Mayenne remplace Le Nouvelliste de Mayenne pendant la Première guerre mondiale
Christian de Villebois-Mareuil préside de 1906 à 1919 le Conseil d’Administration du journal, dont il assura sa direction politique. M. de la Jaille fait aussi partie des actionnaires. Il reste membre du Conseil jusqu'à sa mort en 1924. Sa succession à la présidence est effectuée par Roger Lancrau de Bréon, de Marigné-Peuton à partir de 1919. Il est président jusqu'à sa mort en octobre 1934

### La Première Guerre mondiale et l'entre-deux-guerres
En 1923, Joseph Guédon occupe le poste de rédacteur politique du journal devenu libre après Paul Huet-Saint-Pol. Il décède en 1925.

### La Seconde Guerre mondiale
Le président du Conseil d'administration du journal est à partir de 1934 Xavier Marie Zacharie de Quatrebarbes (1895-1969). Son président d'honneur est Fortuné d'Andigné.
Le 16 juin 1940, le journal publie un article de tête contre les envahisseurs hitlerien et mussoliniens. Après les combats du 19 juin 1940 à Château-Gontier, l'officier-chef de la Kommandantur aussitôt installé à la mairie, fait appeler René Leclerc, et brandissant le journal, l'invective en français avec une extrême violence.

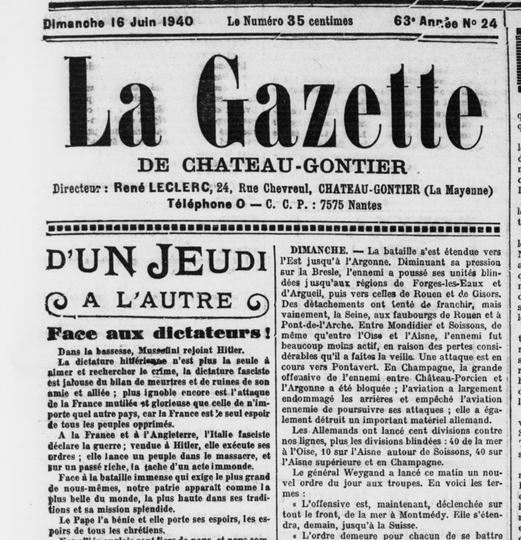
La Gazette de Château-Gontier - 16/06/1940.

Les ateliers du journal étant endommagés pendant ces combats, le journal ne réapparaît que le 16 juin 1940, avec une substitution temporaire pour les lecteurs du journal par Le Courrier du Maine. Elle affiche désormais les communiqués militaires allemands, et fait référence la reprise du travail comme demandée par le Maréchal Philippe Pétain.

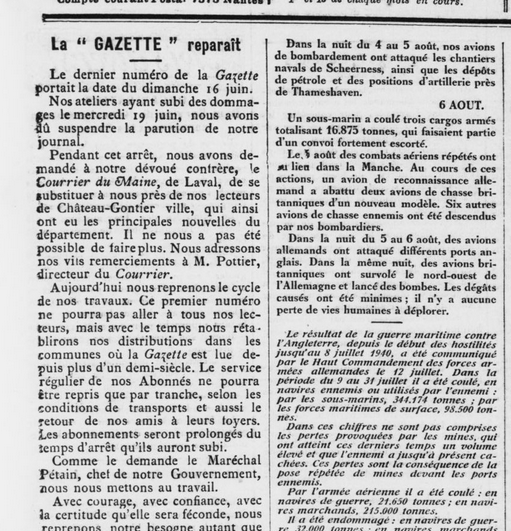
La Gazette de Château-Gontier - 11/08/1940.

Pendant l'Occupation, il publie entre autres les communiqués de la Feldkommandantur de Laval, et les billets collaborationistes d'AVL, billets également publiés par Le Courrier du Maine.
Après la libération de Château-Gontier, le journal cesse de paraître avec une dernière édition le 6 août, et un dernier billet d'AVL sur les l'Anglais qui ne change pas comparant les bombes de la RAF via l'histoire avec les dommages occasionnés dans la région par le Comte d'Arundel.
Le 22 août, le Comité départemental de libération de la Mayenne compose ses commissions. Pour la presse et l'information, ce sont le notaire de Saint-Ouen-des-Toits Me Ameline et la capitaine Henri de Mollans. Le technicien choisi pour les accompagner est Roger Bignon, le rédacteur en chef du Courrier du Maine pendant l'Occupation.

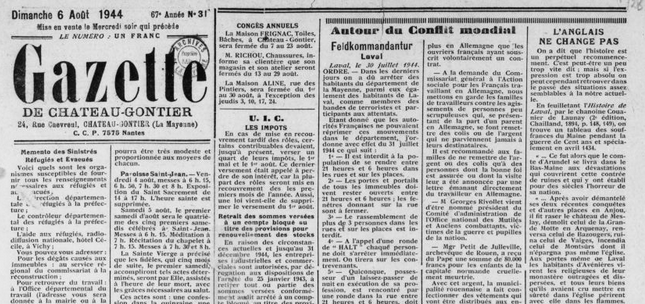
La Gazette de Château-Gontier - 06/08/1944.

Comme deux journaux  qui avaient continués à paraître en Mayenne, le journal est interdit pour collaboration.
L'Indépendant de Château-Gontier prend le relais de la Gazette de Château-Gontier avec l'intervention du groupe de résistance IENA le 7 octobre. Par ordonnance en date du 21 novembre 1944, le président du tribunal civil de Château-Gontier a placé sous séquestre les biens et éléments d'actif de tous ordres de la société anonyme La Gazette de Château-Gontier.